# Nesocharis
Nesocharis es un género de aves paseriformes perteneciente a la familia de Estrildidae. Sus miembros se encuentran en África y son comúnmente conocidos como olivinos. 

## Espccies
El género contiene tres especies:
- Nesocharis ansorgei - olivino acollarado;
- Nesocharis shelleyi - olivino carinegro;
- Nesocharis capistrata - olivino carigrís.